# Lorenzo Sáez
Lorenzo Sáez (* 6. Juli 1969 in Marcos Juárez, Córdoba), wegen seiner Schnelligkeit auch unter dem Spitznamen El Torpedo bekannt, ist ein ehemaliger argentinischer Fußballspieler auf der Position des Stürmers, der vorwiegend als rechter Außenstürmer agierte. 

## Leben
Sáez begann seine Profikarriere in der Saison 1988/89 in Reihen der Newell’s Old Boys, mit dem er in der Saison 1990/91 die argentinische Meisterschaft gewann. Anschließend stand er bei Estudiantes de La Plata, den Argentinos Juniors und den All Boys unter Vertrag. 
Zwischen Ende 1993 und 2000 spielte „Torpedo“ Sáez für die mexikanischen Vereine Deportivo Toluca, CF Pachuca, CF Monterrey, Club León und Atlético Yucatán. 
In seiner ersten Saison 1995/96 bei Pachuca erzielte Sáez in der zweitklassigen Primera División 'A' 30 Tore und war maßgeblich am Aufstieg in die erste Liga beteiligt. In der darauffolgenden Erstliga-Saison 1996/97 erzielte er insgesamt 25 Tore und war im Sommerturnier 1997 mit 12 Treffern – gleichauf mit Gabriel Caballero vom Ligakonkurrenten Santos Laguna – Torschützenkönig der mexikanischen Liga. Dennoch stieg Pachuca am Saisonende ab und Sáez wechselte nach Monterrey. 
Zu Beginn des 21. Jahrhunderts spielte Sáez zunächst für den venezolanischen Monagas Sport Club, bevor er 2003 noch einige Freundschaftsspiele für den argentinischen Club Atlético Tiro Federal absolvierte.

## Erfolge

### Persönlich
- Torschützenkönig der mexikanischen Liga: Sommer 1997

### Verein
- Argentinischer Meister: 1990/91
- Mexikanischer Zweitligameister: 1995/96